# Brawlhalla
Brawlhalla — free-to-play-файтинг, разработанный и выпущенный Blue Mammoth Games для Microsoft Windows, macOS, PlayStation 4,Xbox One, Nintendo Switch, Android, iOS. Игра впервые была представлена на PAX East в апреле 2014 и перешла в альфу позже в том же месяце. Открытая бета стартовала в ноябре 2015, с планами на полный релиз в 2017.

## Игровой процесс
В большинстве игровых режимах Brawlhalla цель состоит в том, чтобы сбить соперника с арены, как в Super Smash Bros.
Это можно сделать, нанося урон по нему. Урон можно увидеть вокруг иконки персонажа оппонента, цвет которой сменяется с белой на красную по мере получения урона. Чем ближе цвет к красному, тем дальше игрок будет отлетать от ударов, пока он в конечном итоге не вылетит с арены. Если персонажа вытолкнули за край арены, то в результате он теряет жизнь или очки. Игрок, который остался последний, или тот, у кого на конец матча было больше всего очков, побеждает.
Игра поддерживает как одиночную, так и многопользовательскую игру. Игроки могут соревноваться в рейтинговых играх 1 на 1 или 2 на 2. В игре также присутствуют и другие игровые режимы: Free-For-All, 1v1 Strikeout, Experimental 1v1 и новый уникальный режим каждую неделю. Free-For-All — это модификация, в которой 4 игрока сражаются каждый сам за себя, чтобы получить очки (неограниченное количество жизней). В 1v1 Strikeout игроки выбирают 3 персонажей для каждой жизни. Experimental 1v1 дает возможность игрокам протестировать предстоящие изменения. Пользовательские игры могут создаваться онлайн и локально, они поддерживают до 8 игроков за матч, экспериментальные карты и изменение региона.
В игре простое управление, которое помогает новым игрокам быстрее влиться в игру. Элементы управления включают в себя клавиши перемещения и кнопки для атаки, выполнения специальных действий, сбора или метания оружия и уклонения. Управление можно менять для клавиатуры или других контроллеров.
Игроки могут передвигаться влево, вправо и прыгать. Игроки могут выполнять до двух последовательных уклонений вертикально или горизонтально. Также возможно уклоняться сразу после атаки, чтобы оказывать давление на противника. В воздухе игрок может выполнять любую из комбинаций действий: три прыжка, направленный воздушный уклон, нажимая вниз быстро упасть и использовать тяжёлую воздушную атаку, которая подбрасывает игрока в верх (Этим также можно воспользоваться, что бы вернуться на арену). Также возможно скользить и отпрыгивать от стен.
В течение матча с неба падает оружие в случайное место на арене. Игроки могут подбирать оружие. Все персонажи игры могут использовать 2 оружия из 11. Оружие включает в себя: бластеры, кинжалы, перчатки, луки, мечи, копья, ракетные копья, топоры, молоты, косы, пушки и сферы (оружие в виде шара, которым персонаж управляет дистанционно на очень маленьком расстоянии от руки). Оружие также может быть брошено, чтобы прервать действия противника или затруднить ему возвращение на арену. Каждый персонаж имеет 3 специальных или «сигнатурных» приема на оружие, всего 6 на персонажа.
Каждому персонажу присваивается четыре характеристики: сила, ловкость, защита и скорость. Сочетание этих характеристик определяет сильные и слабые стороны персонажа и влияет на то, как он играет, и может быть слегка изменено с использованием позиций.

## Чемпионат мира 2016 года
Чемпионат мира Brawlhalla является официальным турниром, призовой фонд которого составил 50 000 долларов, который был проведен Blue Mammoth Games в конце года, BCX (Brawlhalla Championship Expo). Присутствовало более 400 человек. Разработчики, стримеры, художники сообщества, поклонники и конкуренты собрались вместе на веселые выходные Brawlhalla.
Мероприятие состоялось в Cobb Galleria в Атланте, США. Игроки со всего мира соревновались локально с 11-13 ноября. Чемпионат мира был разделен на два отдельных открытых турнира (1 на 1 и 2 на 2), каждый из которых имел призовой фонд в размере 25 000 долларов США, что составило 50 000 долларов США.

## Профессиональные соревнования
Небольшие турниры проводились сообществом со времени его закрытого бета-теста, Blue Mammoth Games теперь проводят собственные официальные турниры.
В мае 2016 года был проведен Brawlhalla Championship или «BCS». Это была серия из 21 еженедельных онлайн-турниров, начинающихся 18 июня. Турниры проводились как на североамериканских, так и на европейских серверах, где игроки участвовали в режимах 1 на 1 и 2 на 2. Для каждого турнира призовой фонд в размере 1000 долларов был разделен среди восьми лучших игроков. Места в каждом событии BCS заработали игрокам рейтинг, который использовался в конце серии, чтобы они прошли в турнир чемпионата мира. Кроме того, были проведены региональные квалификации 1 на 1, где победитель каждого регионального мероприятия заработал билет на самолет и гостиничный номер чемпионата мира.
В начале 2017 года Blue Mammoth Games объявили о Brawlhalla Circuit, всемирной сети официальных турниров Brawlhalla, организованных несколькими организациями, одобренными Blue Mammoth Games. Игроки, которые участвуют в соревнованиях Brawlhalla Circuit, будут награждены Circuit Points. Игроки с наивысшими очками от каждого региона в конце сезона заработают место на мировом первенстве мира Brawlhalla в размере 100 000 долларов США в ноябре. Игрок также может заработать место на чемпионате мира, выиграв региональные квалификации или заняв Топ 3 в турнире BCX Open в BCX.

## Отзывы и продажи
Летом 2018 года, благодаря уязвимости в защите Steam Web API, стало известно, что точное количество пользователей сервиса Steam, которые играли в игру хотя бы один раз, составляет 8 646 824 человек.